# اولین نوریس
نوئل اولین نوریس (زاده ۲۵ دسامبر ۱۹۱۸ – درگذشته ۱۵ فوریه ۲۰۱۴) یک معلم اهل سنگاپور بود که بیشتر به خاطر فعالیت‌هایش در مدرسه دخترانه رافلز شناخته می‌شود. او همچنین اولین مدیر مدرسه دخترانه کرسنت بود. نوریس در طول جنگ جهانی دوم به صورت داوطلبانه در نیروی هوایی سلطنتی به عنوان کتابدار کتابخانه مشغول به کار شد و بعداً سرگرد نیروی دفاعی مردمی و به عنوان مسئول سپاه کمکی زنان سنگاپور شد.

## زندگی‌نامه
نوریس در ۲۵ دسامبر ۱۹۱۸ به نام نوئل اولین نوریس به دنیا آمد او در سال ۱۹۲۵ در مدرسه ابتدایی دخترانه رافلز، تحصیلات ابتدایی خود را آغاز کرد. او تا سال ۱۹۳۳ به مدیرت یک سال در مدرسه دخترانه سنت جورج تحصیل کرد. نوریس تاریخ را در کالج رافلز خواند و مدرک تحصیلی خود را در رشته تاریخ دریافت کرد.
نوریس در سال ۱۹۳۹ در مدرسه ابتدایی بوکیت پانجانگ تدریس کرد، اما زمانی که جنگ جهانی دوم آغاز شد، به عنوان داوطلب در نیروی هوایی سلطنتی (RAF) به هند و سیلان رفت. او در نیروی هوایی مدتی به عنوان کتابدار در کتابخانه نیروی هوایی سلطنتی کار کرد.
در نوامبر ۲۰۱۱، نوریس سکته کرد و حدود شش ماه را در بیمارستان تان تاک سنگ بستری بود. پس از ترخیص، گروهی متشکل از دانشجویان سابق و استادان مدرسه دخترانه رافلز در خانه‌اش در برایتون کرسنت از او مراقبت می‌کردند. نوریس در ۱۵ فوریه ۲۰۱۴ درگذشت.

## نشان‌ها و افتخارات
نوریس در سال ۱۹۶۴ مدال نقره مدیریت خدمات عمومی را دریافت کرد. در سال ۱۹۷۷ مدال خدمات طولانی به او اعطا شد. نوریس در سال ۲۰۱۹ وارد تالار مشاهیر زنان سنگاپور شد.